# Mercado de Santa María de la Cabeza
El Mercado de Santa María de la Cabeza (denominado también como Mercado Municipal de Santa María de la Cabeza) es un mercado de abastos ubicado en la ciudad de Madrid. Se trata de uno de los dos mercados que existen en el distrito de Arganzuela. El edificio se inicia en 1925 y se  inaugura finalmente en 1940 con un estilo arquitectónico racionalista. El mercado fue remodelado en 2006 y en la actualidad posee en su interior medio centenar de puestos de venta en convivencia con un supermercado.

## Historia
En los tiempos del reinado de los reyes católicos en el siglo XVI  se menciona en la zona una Dehesa de la Arganzuela que era lugar junto al río para el reposo del ganado, así como para el cultivo de hortalizas a lo largo de la ribera del Manzanares.  El área estaba poco habitada hasta que en el siglo XIX comenzó poblarse en un ensanche que ocupó cerca del actual distrito de Arganzuela.  En 1928 se inauguran los edificios de la zona que se conocería como El Pico del Pañuelo, junto al matadero. Todo ello en el barrio de La Chopera.
En 1935 decide el ayuntamiento la construcción de un Mercado Municipal en la altura de Calle Palos de la Frontera (nº 34). Con un año de obras estalla el inicio de la Guerra Civil y comienza la defensa de Madrid. Las estructuras de hormigón y los sótanos del inacabado edificio sirven como refugio de los intensos bombardeos a que se ve sometida la zona. En el periodo de posguerra, ya en 1940 se inaugura el edificio. En los años 1990 los propietarios de los puestos de venta deciden establecerse en asociación (denominada Asociación de Comerciantes del Mercado Santa María de la Cabeza) asumiendo la gestión integral del edificio. 
Se inicia a comienzos del siglo XXI una remodelación del edificio cediendo parte del segundo piso al supermercado, Mercadona. Las obras están financiadas por el Ayuntamiento de Madrid. Tras un año de obras  el día 22 de septiembre de 2006, vuelve a abrir las puertas. La remodelación mantiene la fachada original.